# Бутенко Юрій Ілліч
Бутенко Юрій Ілліч (нар. 24 травня 1926, місто Харків, УРСР — †11 жовтня 1993, місто Київ, Україна) — український учений, фахівець у галузі теоретичної механіки, засновник наукової школи з дослідження металевих і залізобетонних оболонок та арочних конструкцій, кандидат технічних наук (1956), професор, заслужений працівник Вищої школи України, дійсний член Академії інженерних наук України, ректор Харківського інституту інженерів комунального будівництва (ХІІКБ, 1962—1975, нині — Харківський національний університет міського господарства імені О. М. Бекетова), заступник Міністра вищої та середньої спеціальної освіти УРСР (1975—1988), Постійний представник України при ЮНЕСКО.

## Біографія
Бутенко Юрій Ілліч народився 24 травня 1926 р. в м. Харкові у родині службовців. Батько працював завідувачем сільгоспвідділу Харківського району, мати – домогосподарка.
- 1933—1941 рр. — навчався у школі;
- 1941—1943 рр. — разом з родиною перебував в евакуації у Мачешанському районі Волгоградської області;
- 1943 р. — повернувся до м. Харкова та вступив на підготовчі курси Харківського інституту інженерів залізничного транспорту (нині — Український державний університет залізничного транспорту);
- 1944—1949 рр. — навчання на механічному факультеті ХІІЗТ, який закінчив з відзнакою; присвоєно кваліфікацію інженер-механік шляхів сполучення;
- 1949—1950 рр. — працює старшим лаборантом на кафедрі будівельної механіки ХІІЗТ[1];
- 1950—1951 рр. — завідувач лабораторії кафедри будівельної механіки ХІІЗТ;
- 1951—1952 рр. — викладач кафедри будівельної механіки ХІІЗТ;
- 1952—1956 рр. — навчається в аспірантурі без відриву від викладацької діяльності (асистент кафедри будівельної механіки ХІІЗТ);
- 1956 р. — отримав вчений ступінь кандидата технічних наук[1];
- 1957 р. — доцент кафедри будівельної механіки ХІІЗТ;
- 1958 р. — переведено на посаду старшого викладача;
- 1962 р. — призначено ректором Харківського інституту інженерів комунального будівництва (нині — Харківський національний університет міського господарства імені О. М. Бекетова)[1];
- 1963 р. — присвоєно вчене звання доцента;
- 1969—1970 рр. — призначено заступником Міністра вищої та середньої спеціальної освіти УРСР;
- 1970—1975 рр. — ректор Харківського інституту інженерів комунального будівництва;
- 1975—1988 рр. — 1-й заступник Міністра вищої та середньої спеціальної освіти УРСР;
- 1988—1993 рр. — професор кафедри будівельної механіки Київської філії ХІІЗТ.

Помер Юрій Ілліч 11 жовтня 1993 р. у м. Києві.

## Навчання та праця в Харківському інституті інженерів залізничного транспорту
У 1949 р., після закінчення з відзнакою навчання у ХІІЗТ за спеціальністю інженер-механік шляхів сполучення, талановитому студенту було запропоновано залишитись в інституті на науково-педагогічній роботі. Трудовий шлях Юрій Ілліч розпочав із посади лаборанта, а згодом — завідувача лабораторії.
1 листопада 1952 р. його було зараховано до аспірантури при кафедрі будівельної механіки. За період проходження теоретичного курсу аспірантури та під час роботи над дисертацією Юрій Ілліч проявив себе як талановитий науковець. Виконана ним дисертаційна робота являє собою теоретично-експериментальне дослідження, яке має наукове та практичне значення для будівництва. Отримані результати дозволяють використовувати додаткові запаси міцності при проєктуванні арочних конструкцій.
У 1956 р. Ю. І. Бутенко отримав вчений ступінь кандидата технічних наук, захистивши кандидатську дисертацію на тему «Дослідження несучої здатності та розрахунок двошарнірних арок з урахуванням пластичних властивостей матеріалів».
Цього ж року починає викладати будівельну механіку на посадах: асистент, старший викладач, зарекомендувавши себе якнайкраще у навчально-методичній роботі кафедри.
За досягнуті успіхи у справі підготовки інженерних кадрів, проявлену ініціативу та активну участь у галузі науково-дослідницької та навчально-методичної роботи Міністерством шляхів сполучення УРСР та ЦК профспілки працівників  залізничного транспорту Юрія Ілліча Бутенка було нагороджено Почесною грамотою та іменним годинником від Міністра шляхів сполучення УРСР.

## Ректор Харківського інституту інженерів комунального будівництва (ХІІКБ)
12 травня 1962 р. наказом Міністерства вищої та середньої спеціальної освіти України Ю. І. Бутенка було призначено ректором ХІІКБ.
Це був період дійсного відродження інституту. Юрію Іллічу Бутенку як людині, наділеній стратегічним баченням перспектив, вдалося безпомилково відчути веління часу, коли у державній політиці СРСР вирішення проблем житлової і комунальної сфер та забезпечення певного рівня комфорту населення було висунуто на перший план.
Він зміг докорінно змінити статус колишнього скромного внз і підняти його авторитет на доти небачену висоту. Під керівництвом Юрія Ілліча ХІІКБ став одним із найпрестижніших вузів Харкова та України. Із 1962 по 1976 рр. викладацький склад ХІІКБ зріс із 116 до 324 чоловік. Постійний пошук нових шляхів розвитку інституту спонукав до створення зовсім нових напрямків підготовки спеціалістів. Так, від академії ім. Говорова інститут безкоштовно отримав обладнання для лабораторії світлотехніки, а у 1964 р. на підставі наказу МВ і ССО УРСР в інституті було організовано кафедру світлотехніки і джерел світла. При цій кафедрі у складі науково-дослідного сектора в 1969 р. було створено лабораторію пускорегулювальних апаратів. У 1965 р. на базі кафедри електротехніки з'явилась кафедра електропостачання міст, а 1966 року від кафедри планування і благоустрою міст було відокремлено самостійну кафедру геодезії.
У цей період інститут розпочав підготовку спеціалістів для житлово-комунальної галузі не тільки України, але й багатьох регіонів Радянського Союзу, а також країн Азії та Африки. Загальна кількість студентів у 1976 р. становила 4580 чоловік, для порівняння, у 1963 році їх було всього 460. Йшла наполеглива робота над нарощуванням навчальних площ.
У 1963 р. силами співробітників та студентів ХІІКБ було здійснено складання проекту південного (головного) корпусу інституту. Очолював авторський колектив архітектор Г. В. Сихарулідзе. Як згадував ветеран інституту С. І. Кувшинов, студенти на цьому будівництві працювали регулярно у дві зміни, а у критичні моменти туди посилали підмогу, знімаючи людей з занять. Це була насправді студентська будова. Завдяки ентузіазму та професійній майстерності колективу у 1976 р. інститут отримав свій головний корпус по вул. Чорноглазівській площею 13 720 м2.
Значно розширилась матеріально-технічна база інституту. У 1963 р. введено в експлуатацію навчально-лабораторний корпус для факультету міського електротранспорту і гуртожиток № 2 (пров. Отакара Яроша, 7); у 1967 р. — новий корпус для інженерно-будівельного факультету і гуртожиток № 3 площею 6347 м2, розрахований більш ніж на 500 студентів (пров. Отакара Яроша, 10); у 1971 р. — гуртожиток № 4 площею 5890 м2, де змогли розміститися 504 студента (пров. Отакара Яроша, 2). Почав діяти санаторій-профілакторій.
З ім’ям Юрія Ілліча Бутенка пов'язаний розвиток студентських будівельних загонів ХІІКБ. Географія об'єктів, зданих в експлуатацію студзагонівцями, надзвичайно широка: Харківська область, Тюмень, Сургут, Надим, Полтава, Казахстан, Улан-Батор (Монголія), Угорщина.
Послідовно і наполегливо колектив ХІІКБ працював над поліпшенням умов праці та відпочинку студентів. У 1964 р. ХІІКБ занесено до Книги Літопису трудових справ комсомолу республіки, а у 1966 і 1967 рр. рішенням ЦК профспілок і колегії МВ і ССО УРСР інституту двічі присуджується Республіканська премія «За зразкову організацію праці, побуту і відпочинку студентів». ХІІКБ визнається переможцем Республіканського змагання з трудового виховання студентської молоді. За ударну роботу студентських будівельних загонів інституту було вручено на довічне зберігання почесний Червоний прапор ЦК ЛКСМУ із занесенням комсомольської організації до Золотої Книги Пошани комсомолу України. У 1970 р. при інституті під головуванням ректора Ю. І. Бутенка була створена постійно діюча рада з питань побуту студентів. Неодноразово інститут входив до числа переможців Республіканського конкурсу на найкращу організацію умов праці, побуту і відпочинку студентів. За підсумками виконання колективом інституту умов цього конкурсу рішенням колегії МВ і ССО УРСР і президії Української республіканської профспілки працівників освіти, вищої школи і наукових установ у 1970 р. ХІІКБ було присуджено першу премію, у 1973 р. — інститут зайняв І місце у Всесоюзному конкурсі на найкращу організацію умов праці, побуту і відпочинку студентів.
У 1969 р. у лісопарковій зоні м. Харкова — Сокольниках було розгорнуто будівництво чудової лижної бази з борцівським та важкоатлетичним спортзалами, а у 1971 р. вона відкрила двері для спортсменів ХІІКБ. Проєкт був удостоєний бронзової медалі на ВДНГ СРСР. 	У 1966 р. при кафедрі вищої математики була створена лабораторія обчислювальної техніки. У ХІІКБ розпочалася ера інформаційних технологій. За рішенням Колегії МВ і ССО УРСР з 11.02.1974 р. до 15.05.1974 р. в інституті було організовано вивчення електронно-обчислювальної техніки усіма викладачами інституту.
У ХІІКБ були відкриті нові, актуальні, необхідні міському господарству країни спеціальності: «Світлотехніка і джерела світла» (у 1964 р.), «Електропостачання міст» (у 1963 р.), «Промислове і цивільне будівництво» (у 1964 р.), «Очищення природних і стічних вод» (у 1966 р.), у 1974 р. була відновлена підготовка архітекторів. Щорічний набір становив 350—400 чол.
У 1975 р. ХІІКБ досяг рівня одного з авторитетніших вищих навчальних закладів нашої республіки.	Відкриваючи нові горизонти розвитку нашого інституту, Ю. І. Бутенко чітко усвідомлював важливість спадкоємності традицій у цьому процесі. Тому в середині 60-х років він ініціював збір матеріалів щодо історії нашого навчального закладу. Пошук інформації та відеоматеріалів проводився не тільки в Україні, але й у Середній Азії та на Кавказі, де під час евакуації перебував ХІІКБ. Зібрані матеріали лягли в основу першої музейної експозиції з історії внз, відкритої у 1967 р. Нині Музейний комплекс ХНУМГ ім. О. М. Бекетова має майже 50-річну історію плідної праці.

## Голова Ради ректорів ВНЗ м. Харкова
На вирішення проблем організації навчального процесу, поліпшення умов праці та відпочинку студентів значною мірою була спрямована діяльність Ради ректорів ЗВО м. Харкова, яка була створена як громадський орган у 1967 році і працювала на громадських засадах. На той час очолив Раду В. Г. Новіков, ректор Інституту радіоелектроніки. У 1972 р. МВ і ССО УРСР затвердив положення про Раду ректорів та склад Ради ректорів Харківського центру ВНЗ, до складу якого входило 24 ВНЗ Харківської, Сумської та Бєлгородської областей.
Завданнями Ради ректорів було: координація діяльності ВНЗ, узагальнення та розповсюдження досвіду організації навчального процесу, виховної та науково-дослідницької роботи, підвищення кваліфікації професорсько-викладацького складу, розробка пропозицій з подальшого розвитку вищої освіти в регіоні, посилення зв’язку ВНЗ з підприємствами, розробка заходів щодо покращення житлово-побутових умов викладачів та студентів, укріплення міжвузівської навчально-матеріальної бази. Вирішувати ці складні завдання могла тільки працездатна Рада. До неї, окрім ректорів ВНЗ, було включено керівників місцевих органів влади, громадських організацій, промислових та сільськогосподарських підприємств, студентів.
У квітні 1973 р. Раду ректорів Харківського регіону очолив Ю. І. Бутенко. До складу Ради входило 57 осіб. За роки головування у Раді ректорів (до 1975 р.) Ю. І. Бутенко зробив величезний внесок як в організацію її роботи, так і у вирішення багатьох поставлених перед нею завдань. У центрі уваги Ради завжди були найактуальніші, найважливіші питання життєдіяльності ВНЗ: використання обчислювальної техніки у ВНЗ, розробка системи АСУ-ВНЗ, поширення мережі факультетів, підвищення кваліфікації професорсько-викладацького складу Харківського центру ВНЗ, створення при Харківській Раді ректорів опорного пункту видавничого об’єднання «Вища школа», розподіл майданчиків для будівництва гуртожитків ВНЗ та процес проєктування нового студмістечка, хід будівництва міжвузівського спортивного комплексу «Вища школа» та визначення базового ВНЗ з підготовки спортсменів високого класу. Досвід діяльності цього впливового органу згодом був поширений у всіх регіонах республіки і став потужним фактором у розвитку вищої школи України. Президія Ради розглядала питання про готовність студентських загонів до трудового семестру, про проведення всесоюзної олімпіади «Студент та науково-технічний прогрес» та ін.

## Заступник Міністра вищої та середньої спеціальної освіти України
У 1969 р., у зв'язку із призначенням на посаду заступника Міністра вищої та середньої спеціальної освіти УРСР, Ю. І. Бутенко залишив посаду ректора, але вже у 1970 р. повернувся у ХІІКБ і очолював його до 1975 р.
У 1975 році Ю. І. Бутенка призначено першим заступником Міністра вищої та середньої спеціальної освіти УРСР. За його безпосередньої участі удосконалювалася мережа навчальних закладів в Україні, розширювалася підготовка фахівців з нових напрямків науки і техніки, змінювалася матеріальна база ВНЗ і технікумів України.
З метою покращення якості підготовки спеціалістів, вдосконалення навчального процесу, підвищення успішності та зниження відсівів у процесі навчання приділялася увага вирішенню таких завдань:
- систематичному відновленню та переробці робочих навчальних планів та програм; розробці наскрізних програм зі спеціальностей, структурно-логічних схем курсів та технологічних карт лекційних, практичних та семінарських занять;
- інтенсифікації навчального процесу на основі широкого використання обчислювальної техніки, технічних засобів контролю та навчання, підвищенню наочності викладання;
- вдосконаленню форм організації та проведення практичної підготовки, виробничої практики студентів та учнів і стажування молодих спеціалістів;
- покращенню зв’язків середніх спеціальних навчальних закладів з ВНЗ для надання дієвої допомоги предметним (цикловим) комісіям з організації навчального процесу та ін.

Крім завдань з організації навчального процесу, Міністерство вищої та середньої спеціальної освіти УРСР, в тому числі й перший заступник міністра Ю. І. Бутенко, вирішувало багато інших важливих питань:
- контроль роботи студентських будівельних загонів, перевірка організації роботи студентських загонів за участю представників міністерств та відомств, на об'єктах яких працювали студенти;
- організація  регіональних нарад з широким залученням викладачів ВНЗ та вчителів шкіл для обговорення ітогів вступних іспитів у ВНЗ, розробка заходів з уніфікації вимог у школах та на вступних іспитах;
- удосконалення діяльності рад ректорів центрів ВНЗ, економічних регіональних зв'язків, подальше вдосконалення структури цих рад, додаткове створення 9 територіальних центрів при ВНЗ;
- покращення роботи з підбору кандидатів та створення резерву кандидатів на вступ до аспірантури;
- покращення організації підвищення кваліфікації професорсько-викладацького складу.

За вагомий внесок у розвиток системи вищої освіти в Україні, за видатні організаторські здібності Ю. І. Бутенко був удостоєний звання «Заслужений працівник Вищої школи України».

## Праця у Київській філії Харківського інституту інженерів залізничного транспорту
Роботу у Міністерстві Ю. І. Бутенко успішно поєднує із науково-педагогічною діяльністю у Київській філії Харківського інституту інженерів залізничного транспорту. 
Із 1988 р., після звільнення з посади заступника Міністра вищої та середньої спеціальної освіти, Юрій Ілліч повністю присвятив себе педагогічній діяльності. Працював професором на кафедрі будівельної механіки та гідравліки Київської філії ХІІЗТ. Слухачами його лекцій були студенти, аспіранти, викладачі інституту, а також фахівці будівельної галузі. 
Ю. І. Бутенко керував науковими проектами студентів, його студенти готували доповіді до наукових конференцій. Юрій Ілліч проявив себе не тільки як науковець, а й як творчий, вдумливий педагог. Він постійно шукав та знаходив досконалі шляхи та засоби навчання студентів. Велику увагу Юрій Ілліч приділяв методичній роботі. Під його редакцією були видані навчальні посібники з будівельної механіки, у яких врахований його великий педагогічний досвід. З ініціативи Юрія Ілліча та з його співавторством були підготовлені та видані з грифом МВ і ССО УРСР підручник та керівництво до практичних занять з будівельної механіки. У цих виданнях реалізовані його ідеї подання та структурування матеріалу, особливості викладання курсу в внз. Юрій Ілліч постійно координував роботу авторських колективів при підготовці та виданні підручника та навчальних посібників.

## Наукова школа та наукові публікації
Юрій Ілліч Бутенко активно займався педагогічною діяльністю, проводив велику науково-методичну роботу. Створив у ХІІКБ наукову школу з дослідження металевих і залізобетонних оболонок та арочних конструкцій. Як справжній вчений Ю. І. Бутенко приділяв велику увагу розвитку наукових досліджень в інституті. Перед колективом ХІІКБ він поставив завдання розгорнути студентську науку як основу професійної підготовки майбутніх фахівців. Активно діяли студентські наукові гуртки з різноманітних проблем науки і техніки, значна частина учасників яких стала провідними вченими ХІІКБ. За цей період ним було підготовлено 11 кандидатів наук. Деякі з них сьогодні викладають у Харківському національному університеті міського господарства імені О. М. Бекетова та інших ВНЗ м. Харкова та України.
Бутенко Ю. І. — автор та співавтор понад 150 наукових праць, серед яких навчальні посібники та підручник, за якими навчались покоління майбутніх інженерів колишнього Радянського Союзу:
- Матричные алгоритмы в строительной механике стержневых систем (1980 р.);
- Строительная механика стержневых систем и оболочек (1980 р.);
- Строительная механика. Руководство к практическим занятиям (1984 р.);
- Строительная механика. Руководство к практическим занятиям, 2-е изд. (1989 р.);
- Строительная механика (1989 р.).

Завдяки багаторічним плідним науковим дослідженням Ю. І. Бутенка було обрано дійсним членом Академії інженерних наук України.

## Нагороди
Юрій Ілліч Бутенко був нагороджений багатьма орденами та медалями:
- Орден «Знак пошани» (1961 р.)[13];
- Орден «Трудового Червоного Прапору» (1971 р.);
- Орден «Жовтневої Революції»[14];
- Орден «Дружби народів»;
- Медаль «За трудову доблесть» (1970 р.);
- Медаль «За освоєння цілини»;
- Медаль з нагоди 50-річчя утворення МНР;
- Нагрудний знак МВССО «За відмінні успіхи у праці» (1973 р.);
- Почесні грамоти МВССО СРСР та УРСР.